# Steuben (Maine)
Pour les articles homonymes, voir Steuben.
Steuben est une ville américaine située dans le Comté de Washington, dans le Maine. Selon le recensement de 2020, sa population est de 1 129 habitants.